# Macchi MC.205
Macchi MC.205 Veltro (wł.: chart) – włoski samolot myśliwski z okresu II wojny światowej.

## Historia

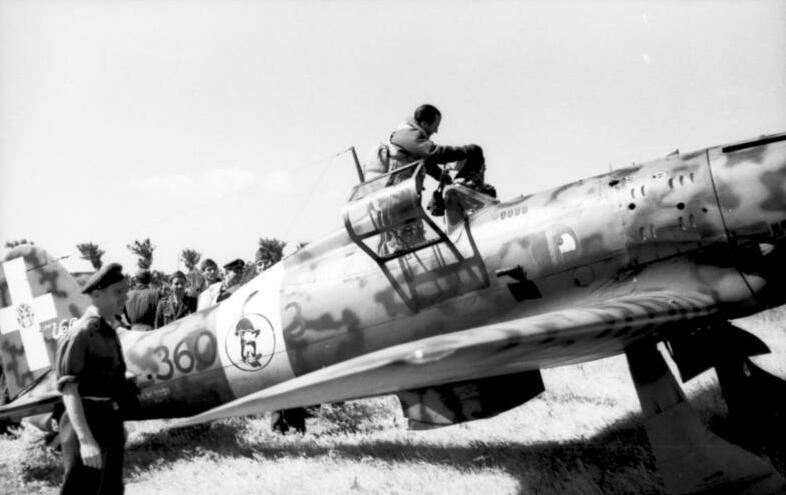
Macchi MC.205 Veltro na lotnisku na południu Włoch, 1943

Macchi MC.202 Folgore był  udaną konstrukcją i z tego powodu jego konstruktor Mario Castoldi skupił się na udoskonaleniu MC.202. Postanowiono zmienić silnik w samolocie Folgore na Daimler-Benz DB.605. W kwietniu 1942 w Lonate Pozzolo przeprowadzono pierwsze próby nowego prototypu, podczas których wykazał się dobrymi osiągnięciami. Dzięki zmianie silnika na DB.605 zwiększyły się zdolności lotne samolotu, przy nieznacznym wzroście masy. Zmiany w stosunku do MC 202 Folgore były niewielkie, co umożliwiło po sześciu miesiącach rozpoczęcie produkcji seryjnej. Samolot otrzymał nazwę „Veltro”, co oznacza „chart”.
Produkcja samolotów Veltro nie mogła się błyskawicznie rozwinąć z dwóch powodów, które sparaliżowały włoski przemysł. Brakowało materiałów potrzebnych do zaopatrzenia linii produkcyjnych oraz wystąpiły problemy z produkcją silnika DB.605. Produkcja maszyn ograniczyła się zaledwie do 12 miesięcznie. Brak paliwa wpłynął na ograniczenie zasięgu działań bojowych samolotu.
Macchi MC.205 Veltro różnił się o tyle od swojego poprzednika Folgore, że był lepiej uzbrojony i posiadał mocniejszy silnik. Na uzbrojenie składały się dwa działka kal.20 mm, które były montowane w skrzydłach oraz dwa zsynchronizowane ze śmigłem karabiny maszynowe kal.7,7 mm montowane w górnej części obudowy silnika. Mimo dobrego uzbrojenia, samolot był cały czas modyfikowany. W ten sposób pojawiła się wersja z dwoma działkami 20 mm w skrzydłach, a na górnej części obudowy silnika zamontowano karabiny maszynowe o większej sile ognia – 12,7 mm.
Macchi MC.205 Veltro miały tropikalny wzór kamuflażu, z piaskowobrązowym podkładem i nieregularnymi ciemnozielonymi liniami na całej powierzchni (określane jako pierścienie dymne).

## Użycie bojowe
Był to jeden z nielicznych samolotów włoskich mogących skutecznie stawić czoło samolotom alianckim. Veltro walczył po obu stronach konfliktu. Było to lotnictwo Włoskiej Republiki Socjalnej (ANR) wywodzące się z Regia Aeronautica. Podczas potyczek z amerykańskimi Curtisami P-40 radziły sobie dobrze. Skutecznie stawiały opór aliantom, jednak było ich za mało, żeby znacząco mogły wpłynąć na losy wojny we Włoszech. Ich skuteczność zauważono także w Luftwaffe, która wyposażyła jedną z grup w Macchi MC.205.
Drugą stroną, po której walczył MC.205, były Włoskie Lotnicze Siły Współwalczące biorące udział w walkach po stronie aliantów. Tutaj także dostrzeżono  możliwości samolotów, jednak po tej stronie konfliktu Veltro nie zdobył sławy w działaniach wojennych. Jego sławę przyćmiły samoloty alianckie walczące na froncie południowym, takie jak Supermarine Spitfire oraz North American P-51 Mustang, które były wykorzystywane do najważniejszych zadań. Natomiast MC.205 powierzono jedynie misje zwiadowcze. Samoloty podczas misji zwiadowczych potwierdziły klasę, stawiając opór BF-109G, z którymi radziły sobie bez żadnych przeszkód. Innymi zadaniami Veltro było atakowanie lotnisk Luftwaffe w Grecji i Jugosławii, aby wesprzeć oddziały partyzantów walczące z Niemcami.

## Porównanie  MC.205 Veltro i MC.202 Folgore
| Nazwa      | MC.202 Folgore                                                                                        | MC.205 Veltro |
| ---------- | --- | --- |
| Typ        | samolot myśliwski                                                                                     | samolot myśliwski |
| Wymiary    | rozpiętość 10,58 m, długość 8,85 m, wysokość 3,03 m, powierzchnia nośna 16,80 m²                      | rozpiętość 10,50 m, długość 8,85 m, wysokość 3,05 m, waga 2524 kg, powierzchnia skrzydeł 16,80 m²                        |
| Silnik     | Alfa Romeo RA.1000 RC 41-1 o mocy 1175 KM                                                             | Daimler-Benz DB.605A o mocy 1475 KM                                                                                      |
| Osiągi     | prędkość maks. 600 km/h (na wys. 5600 m), prędkość wznoszenia 18,1 m/s, pułap 11 500 m, zasięg 756 km | prędkość maks. 650 km/h na 7400 m, pułap praktyczny 11 350 m, zasięg 1040 km                                             |
| Uzbrojenie | 2 x 12,7 mm km Breda-SAFAT w osłonie silnika 2 x 7,7 mm Breda-SAFAT w skrzydłach                      | 2 działka kal. 20 mm MG-151 w skrzydłach i 2 karabiny maszynowe kal. 12,7 mm Breda-SAFAT w górnej części obudowy silnika |

## Wersje samolotu
Z powodu ograniczonego czasu produkcji, przebiegu działań wojennych i okresu eksploatacji, w MC.205 wprowadzono tylko kilka modyfikacji:
- MC.205 – prototyp uzbrojony w dwa karabiny maszynowe kaliber 12,7 mm i dwa 7,7 mm;
- MC.205V – podstawowa wersja produkcyjna;
- MC.205S – myśliwiec eskorty dalekiego zasięgu, ze zbiornikiem paliwa o pojemności 200 litrów, bez karabinów maszynowych na kadłubie; po zmodyfikowaniu podstawowej wersji powstało 18 takich samolotów;
- MC.205N Orione – najbardziej rozwojowa wersja, z istotną korektą konstrukcji. Napędzany silnikiem Daimler-Benz DB 605, samolot o skrzydłach rozpiętości 11,25 m, powierzchni nośnej 19 m² i nowym przodzie kadłuba, który przedłużył go do długości 9,65 m i spowodował przybranie bardziej opływowego kształtu. Uzbrojony był w cztery działka MG 151 o kalibrze 20 mm;
- MC.205N-1 – myśliwiec przechwytujący przystosowany do walki na dużych wysokościach; uzbrojony w cztery karabiny maszynowe kaliber 12,7 mm i jedno 20-milimetrowe działko;
- MC.205N-2 – prototyp myśliwca przechwytującego, przeznaczonego do walki na dużych wysokościach; uzbrojenie składało się z trzech działek kaliber 20 mm i jednego karabinu maszynowego kaliber 12,7 mm;
- MC.206 – pojedynczy prototyp o uzbrojeniu jak w wersji N-1, z większymi skrzydłami i silnikiem Daimler-Benz DB 603; został zniszczony w czasie alianckiego bombardowania, zanim go ukończono;
- MC.207 – wersja podobna do MC.206, ale uzbrojona w cztery działka 20 mm. Planowany, nigdy nie zbudowany.

Regia Aeronautica MC.205V, 1943

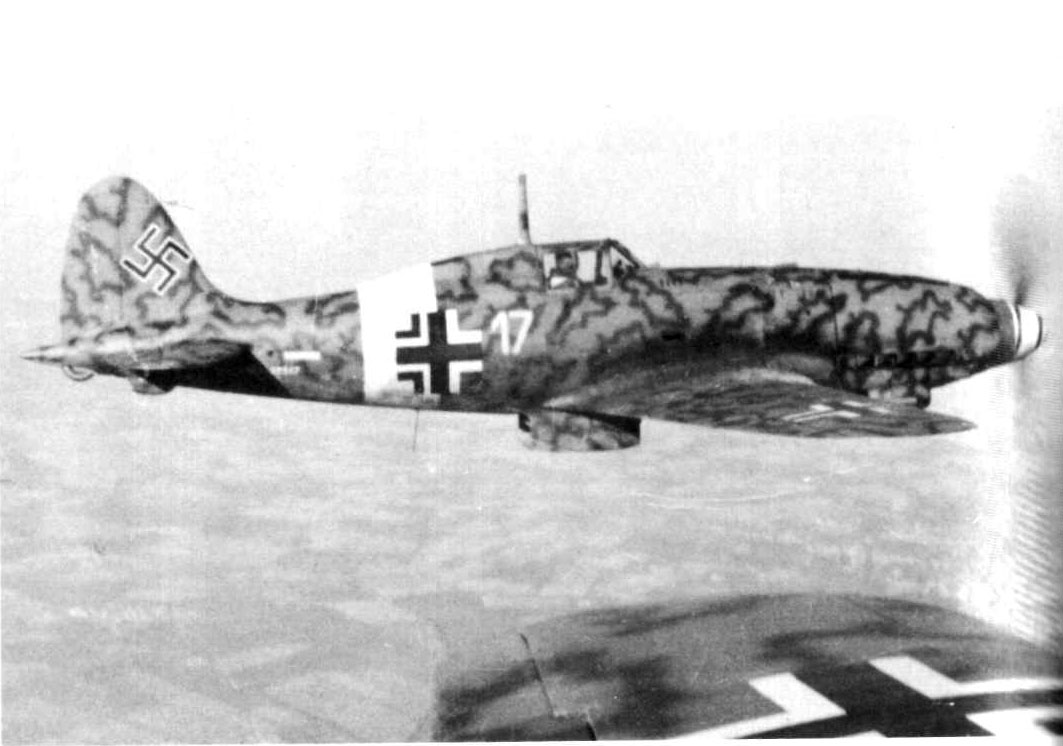
Macchi C.205 z oznaczeniami Luftwaffe

## Użytkownicy
Włochy
- Regia Aeronautica

Po kapitulacji Włoch:
- Aviazione Cobelligerante Italiana

 Włoska Republika Socjalna
- Aeronautica Nazionale Repubblicana – 101 samolotów.

 III Rzesza
- Luftwaffe
  - Jagdgeschwader 77 – 25 samolotów.

 Chorwacja
- Zrakoplovstvo Nezavisne Države Hrvatske – 4 samoloty.

 Królestwo Egiptu
- Egyptian Army Air Force

## Inne informacje

### Zachowane egzemplarze
Trzy samoloty Veltro przetrwały do dzisiaj, z których jeden został przywrócony do stanu lotnego i bierze udział w licznych pokazach lotniczych od 1986 roku.
Następny egzemplarz jest wystawiony w Muzeum Włoskich Sił Powietrznych w Vigna di Valle.

### Wrak z Correzzola
W listopadzie 2006 roku w gminie Correzzola, 8 metrów pod ziemią, znaleziono wrak rozbitego myśliwca MC.205. Odnaleziono kokpit, silnik, a w kabinie nadal znajdowało się ciało pilota. Resztki samolotu można oglądać w muzeum lotniczym w Fusignano.

### Kultura masowa
Myśliwce Veltro pojawiają się w jednej z misji w grze Medal of Honor: Allied Assault - Breakthrough. Zadaniem gracza, wcielającego się w amerykańskiego żołnierza, jest dokonanie sabotażu na lotnisku wojsk Osi i uszkodzenie tych samolotów, uniemożliwiając tym samym ich wejście do walki przeciw siłom alianckim w czasie Operacji Husky.